# Platycypha pinheyi
Platycypha pinheyi là một loài chuồn chuồn kim thuộc họ Chlorocyphidae. Loài này có ở Cộng hòa Dân chủ Congo và Tanzania.